# ヴェリジ
座標: 北緯55度36分 東経31度12分 / 北緯55.600度 東経31.200度

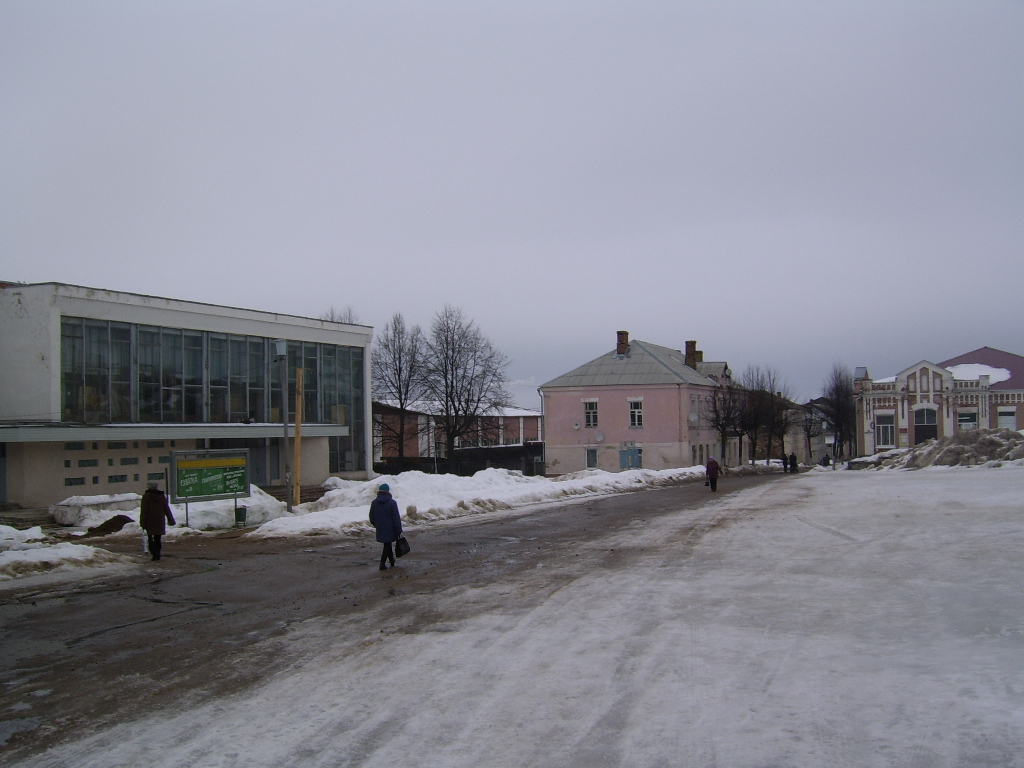

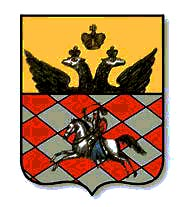
ヴェリジの紋章

ヴェリジ（ロシア語: Велиж、ラテン文字表記の例: Velizh、ベラルーシ語: Веліж）は、ロシアのスモレンスク州にある町。人口は7,620人（2023年推計値）。

## 地理
ヴェリジは西ドヴィナ川（ダウガヴァ川）に沿う街で、ベラルーシとロシアの国境にほど近い場所にある。州都スモレンスクからは北西へ134キロメートル。

## 歴史
ヴェリジの名が記録に初出する14世紀末、ヴェリジはリトアニア大公国の国境の砦であった。15世紀末から16世紀にモスクワ大公国がヴェリジを奪った。モスクワ大公国が古い砦に代えて新たな砦を建設した1536年をヴェリジの町の建設の年としている。ヴェリジという名は、ダウガヴァ川上流の古名、ヴェリジャにちなむと考えられている。
ポーランド・リトアニア共和国とロシア・ツァーリ国は、16世紀後半のリヴォニア戦争から17世紀初頭の大動乱にかけて何度もこの一帯を争奪した。1580年にポーランド・リトアニア領となり、ロシア・ポーランド戦争で1655年にロシア領となった。しかし1678年に再度ポーランド・リトアニア領となり、再びロシア領になったのは1722年の第一次ポーランド分割の時である。
ヴェリジは1776年に市の地位を得た。当時の主産業は周囲の木材とダウガヴァ川を生かして、いかだやはしけを作ることであった。
1920年代まではヴェリジには大きなユダヤ人共同体があったが、ロシア帝国の反ユダヤ感情の中で様々な圧力にさらされていた。ヴェリジでは1824年にいわゆる「血の中傷」により多くのユダヤ人が身に覚えのない罪に問われ、有罪判決を受けて投獄されたり拷問を受けたりした。この判決は1835年まで覆されることがなかった。
ヴェリジの街並みのほとんどは第二次世界大戦（独ソ戦）で破壊された。1941年7月14日にはドイツ国防軍により占領されたが、1943年9月20日にスモレンスクの戦いの一部をなすドゥホフシチーナ・デミドフ攻略作戦の過程で、赤軍カリーニン戦線により奪回された。

## 観光と産業
当地のポーランド人貴族出身で中央アジアなどを探検した地理学者ニコライ・プルジェワルスキーの家はヴェリジの近くにあり、博物館として開放されている。
主な産業は林業と製材、家具製造などで、その他には繊維工業や食品工業などが立地している。